# Ясински, Даниэль
Даниэль Ясински (нем. Daniel Jasinski, род. 5 августа 1989 года, Бохум) — немецкий метатель диска, бронзовый призёр Летних Олимпийских игр 2016 года в Рио-де-Жанейро с результатом 67,05 м.

## Биография и карьера
Даниэль дебютировал на международных соревнованиях в 2008 году на чемпионате мира среди юниоров, но выступил неудачно и не попал в финал. Он тренируется под руководство отца — Мирослава Ясински, бывшего метателя диска.

## Основные результаты
| Год  | Соревнование                                       | Место проведения         | Место  | Результат |
| ---- | -------------------------------------------------- | ------------------------ | ------ | --------- |
| 2008 | Чемпионат мира по лёгкой атлетике среди юниоров    | Быдгощ, Польша           | 24 (q) | 50,36 м   |
| 2011 | Чемпионат Европы по лёгкой атлетике среди молодёжи | Острава, Чехия           | 6      | 57,71 м   |
| 2013 | Летняя Универсиада                                 | Шэньчжэнь, Китай         | 9      | 57,96 м   |
| 2014 | Чемпионат Европы по лёгкой атлетике                | Цюрих, Швейцария         | 7      | 62,04 м   |
| 2015 | Чемпионат мира по лёгкой атлетике                  | Пекин, Китай             | 15 (q) | 61,70 м   |
| 2016 | Чемпионат Европы по лёгкой атлетике                | Амстердам, Нидерланды    | 8      | 63,35 м   |
| 2016 | Летние Олимпийские игры                            | Рио-де-Жанейро, Бразилия |        | 67,05 м   |